# Calycolpus warszewiczianus
Calycolpus warszewiczianus là một loài thực vật có hoa trong Họ Đào kim nương. Loài này được O. Berg mô tả khoa học đầu tiên năm 1854.